# Selmer Selwers
John Selmer Selwers, född 10 januari 1898 i Slöinge, Halland, död 11 januari 1983 i Göteborg, var en svensk violinist och orkesterledare.
Selmer Selwers var orkesterledare för gammaldansorkestern Spelmanspojkarna från starten 1922 till dess nedläggning 1960. 